# August Schaeffer von Wienwald

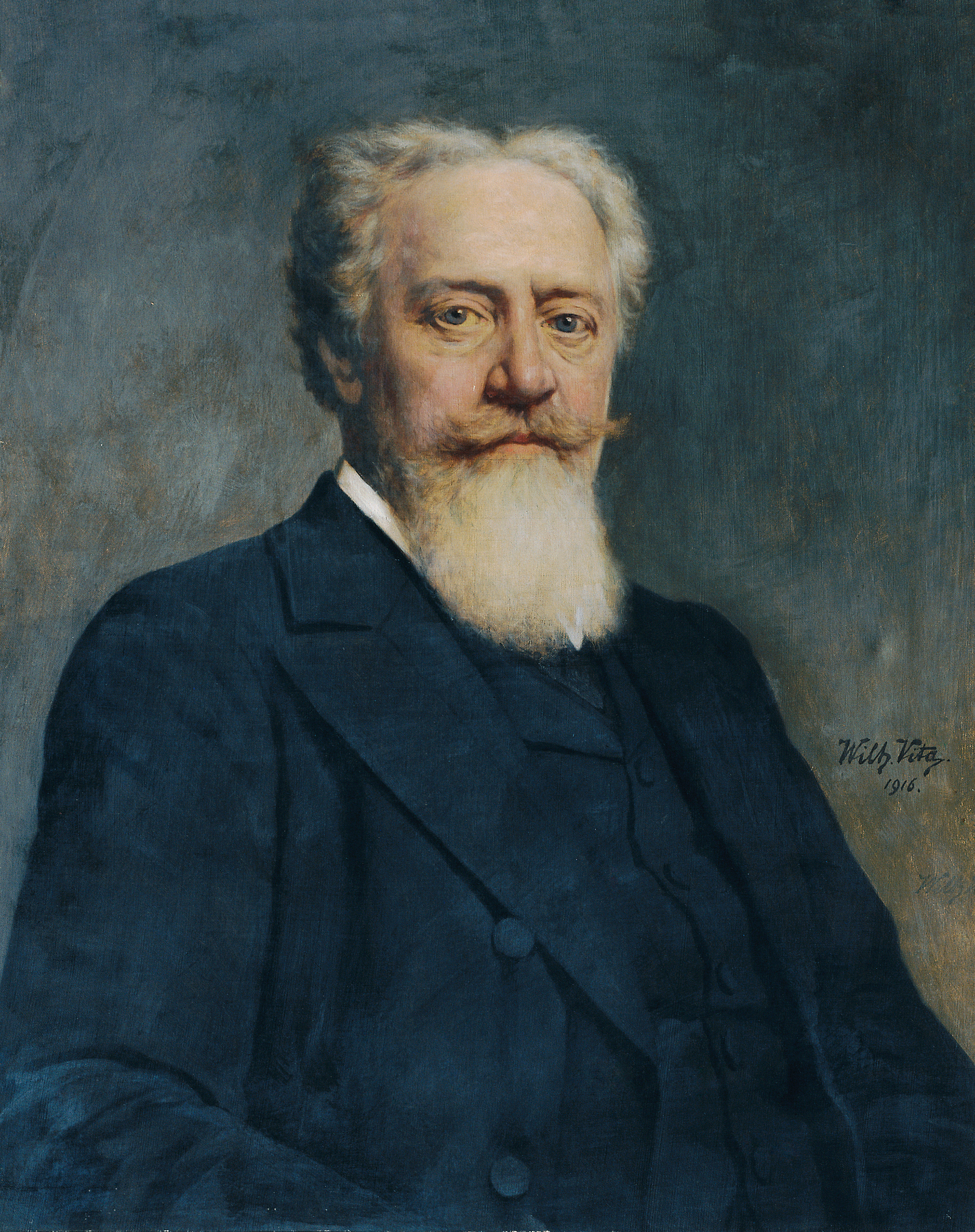
August Schaeffer von Wienwald, porträtiert von Wilhelm Vita (1916)

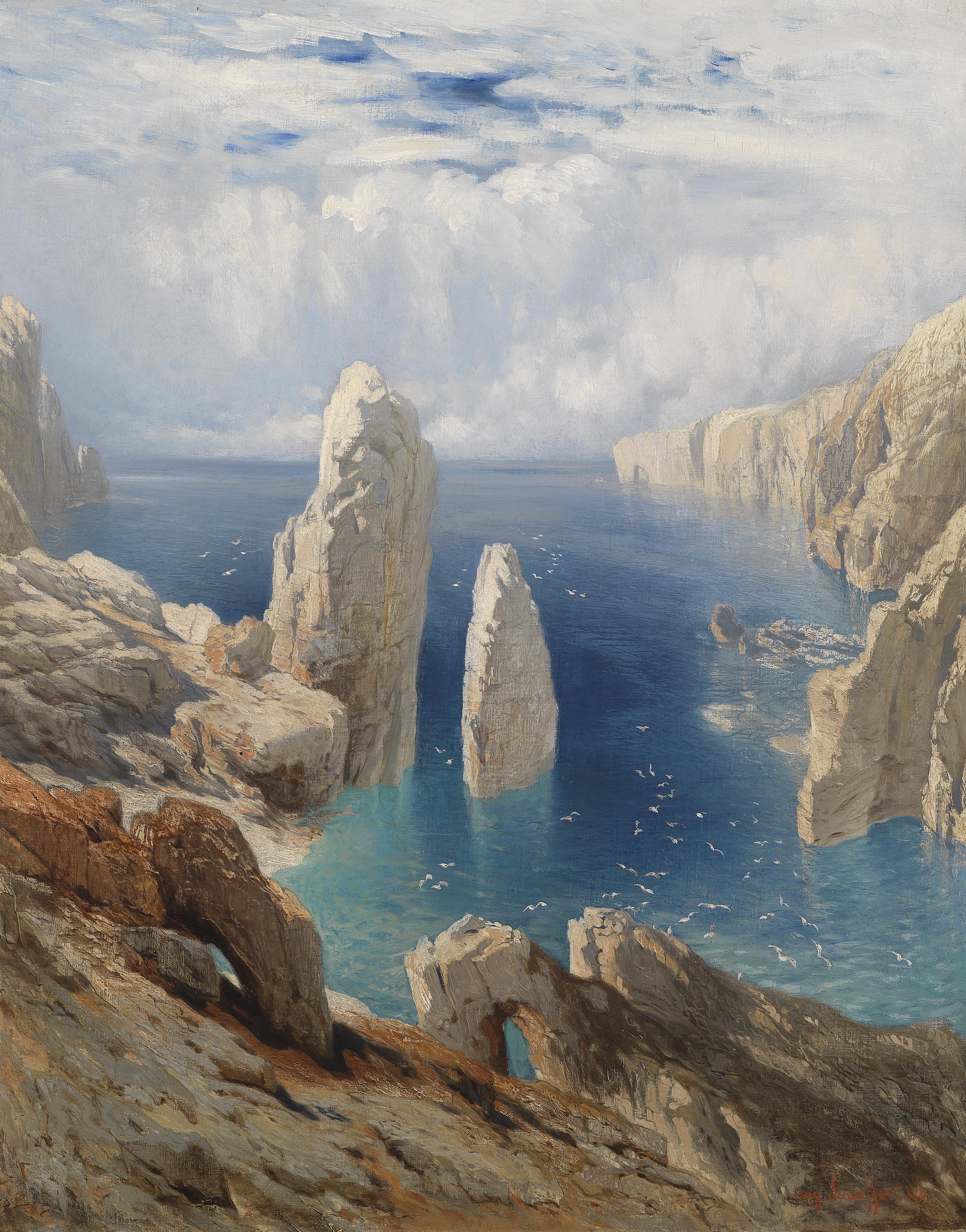
August Schaeffer: Steilküste, 1876

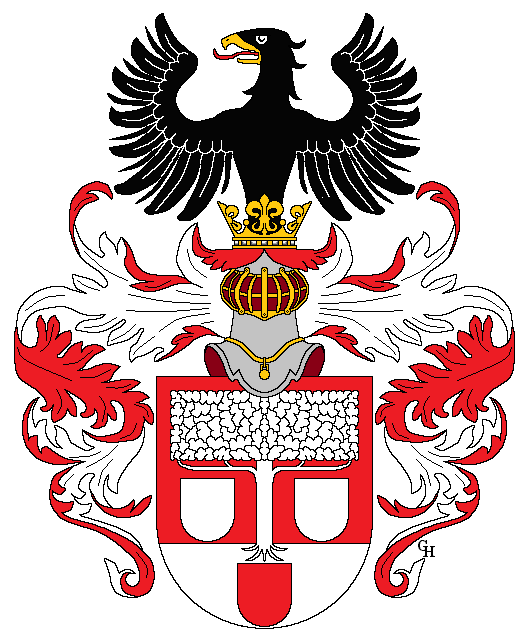
Wappen Schaeffer von Wienwald, verliehen 1911.

August Schaeffer (* 30. April 1833 in Windmühle; † 29. November 1916 in Wien) war ein österreichischer Maler und Direktor des späteren Kunsthistorischen Hofmuseums.

## Leben
August Schaeffer war der Sohn des Chirurgen Karl Schaeffer und dessen Gattin Josefa Elisabeth Scheibenbogen. Er wurde in der damaligen Wiener Vorstadt Mariahilf, Windmühle 66 (heute Fillgradergasse 2) geboren. Seine Schwester Josefina Magdalena war später mit dem Maler Ludwig Halauska verheiratet, eine andere Schwester mit dem Maler Karl Borromäus Post.
In den Jahren von 1852 bis 1856 studierte Schaeffer an der Wiener Akademie der bildenden Künste bei dem Landschaftsmaler Franz Steinfeld. Ab 1857 unternahm er ausgedehnte Studienreisen durch Süd- und Westeuropa, vor allem auch an die Nordsee, nach Ungarn und in die Alpen. 1871–74 war er Skriptor an der Bibliothek und 1874–80 Kustos der Galerie der Akademie der bildenden Künste in Wien. 1881–92 war Schaeffer dann Kustos und 1892–1910 Direktor der Gemäldegalerie des Kunsthistorischen Museums Wien. In dieser Funktion etablierte er das Museum als wissenschaftliche Anstalt und institutionalisierte konservatorische Aspekte.
August Schaeffer war Mitglied der Künstlervereinigung Eintracht und ab 1861 des Künstlerhauses, 1884–86 Vorstand und ab 1913 Ehrenmitglied dieser Institution, für die er auch eine Chronik 50 Jahre Genossenschaft der bildenden Künstler Künstlerhaus verfasste. 1889–1916 war er Ausschussmitglied des Alterthums-Vereins. 1911 (Diplom 6. November 1912) wurde er in den Adelsstand erhoben und hieß seither August Schaeffer Edler von Wienwald. 1915 wurde er Hofrat. Schaeffer verfasste einige Schriften kunsthistorischen Inhalts bzw. über die Institutionen, für die er tätig war.
In erster Ehe war er 1862–1889 mit der Opernsängerin Emilie Hoffmann (1835–1889) verheiratet, nach deren Tod in zweiter Ehe 1905–1916 mit Auguste Wahrmund. Er wurde auf dem Pfarrfriedhof Nussdorf begraben.

## Leistung
August Schaeffer war als Maler einem romantisch-spätbiedermeierlichen Stil, später einem Stimmungsimpressionismus verpflichtet und betätigte sich vor allem als Landschaftsmaler. Typisch sind Darstellungen von Waldlandschaften.

## Werke (Auswahl)
August Schaeffer schuf Wandbilder im Naturhistorischen Museum in Wien.
- Helgoland (Wien, Belvedere), 1858, Öl auf Leinwand
- Ungarische Landschaft (Wien, Belvedere), 1870, Öl auf Leinwand
- Auf dem Heimweg von der Weltausstellung 1873 im Wiener Prater (Wien, Belvedere), 1875, Öl auf Leinwand